# Oxypoda amica
Oxypoda amica är en skalbaggsart som beskrevs av Thomas Casey 1906. Oxypoda amica ingår i släktet Oxypoda och familjen kortvingar. Inga underarter finns listade i Catalogue of Life.